# Whatta Man (Good Man)
〈Whatta Man〉(와타 맨)은 아이오아이의 싱글이다. YMC엔터테인먼트에서 2016년 8월 9일에 발매됐다.
‘Whatta Man’이라는 단어는 ‘What a man’으로 ‘이 남자 뭐야’라는 의미를 담고 있다. 본 싱글의 노래는 1968년에 공개되었던 린다 린델의 곡 〈What a Man〉을 샘플링한 곡이다. 다이아의 정채연, 구구단으로 데뷔한 김세정과 강미나, 우주소녀의 13번째 멤버로 합류한 유연정은 참여하지 않았으며, 전소미, 최유정, 김청하, 김소혜, 주결경, 김도연, 임나영의 7인으로 구성된 아이오아이 유닛으로 컴백했다.
안무는 아이오아이의 멤버인 김청하가 맡았다.
음원이 공개되는 전날 오후 11시 반부터 음원이 공개되는 날의 오전 12시 반까지 엠넷과 네이버 V앱을 통해서 《아이오아이 컴백 카운트다운》이 생방송되었으며, 최초로 신곡의 무대를 공개했다.

## 수록곡
1. Whatta Man (Good Man)
  - 작사: 서정아 ->  CRAWFORD DAVE	,JAMES CHERYL,AZOR HERBY E/ 작곡·편곡: Ryan S. Jhun, Emile Ghantous, Stephen Daly, Nikki Flores, Phillip Bentley, Keith Hetrick, Fritz Michallik, Melanie Joy Fontana, Michel Sebastian Maximilian Schulz -> CRAWFORD DAVE,JAMES CHERYL,AZOR HERBY E